# Ioakeim III.
Ioakeim III. (světským jménem: Christos Devetzis; 30. ledna 1834, Konstantinopol – 26. listopadu 1912, Konstantinopol) byl řecký pravoslavný duchovní, biskup a patriarcha konstantinopolský. Patriarchální stolec zastával ve dvou obdobích; 1878–1884 a 1901–1912.

## Život
Narodil se 30. ledna 1834 v Konstantinopoli.
Školu navštěvoval v rodné vesnici Vafeochoria, která byla součástí Konstantinopole. Poté odešel na Athos do monastýru Pantokratoros, kde studoval na klášterní škole. Následně šel studovat na ostrov Samos. Roku 1851 byl postřižen na monacha se jménem Ioakeim a následně byl rukololozen na hierodiakona. Stal se diákonem biskupa pogonianského Agapia ve Valašsku, kde se učil rumunsky.
V letech 1854–1860 byl diákonem v chrámu svatého Jiřího ve Vídni. Současně také navštěvoval přednášky na Vídeňské univerzitě a učil se německy. Koncem roku 1860 se stal druhým diákonem patriarchy při chrámu svatého Jiří v Konstantinopoli. Poté byl rukopoložen na jeromonacha. Dne 3. března 1863 byl povýšen na archimandritu a jmenován protosynkelem.
Roku 1864 byl Svatým synodem Konstantinopolského patriarchátu zvolen metropolitou varnským a 10. prosince proběhla jeho biskupská chirotonie. Hlavním světitelem byl patriarcha Sofronios III. Dne 9. ledna 1874 byl převeden na soluňskou katedru.
Po smrti patriarchy Ioakeima II. byl 4. října 1878 zvolen patriarchou konstantinopolským. Na audienci u sultána Abdulhamida II. přednesl projev, který byl považovaný za velmi odvážný. Přednesl také projev k ruskému velvyslanci v Konstantinopoli knížeti Alexeji Lobanov-Rostovskému a generálu Eduardu Ivanovičovi Totlebenovi se stížnostmi na ruské plukovní kněze, kteří vstoupili do společenství s bulharským duchovenstvem, kteří byli prohlášeni za schizmatiky.
Roku 1879 udělil autokefalitu Srbské pravoslavné církvi.
Roku 1879 svolal shromáždění církve, aby vypracoval opatření ke zlepšení života kléru a lidu.
Dne 1. října 1880 založil věstník patriarchátu s názvem Εκκλησιαστική Αλήθεια (Církevní pravda). Požádal také řeckého badatele Manouila Gedeona, aby sestavil katalog všech konstantinopolských patriarchů.
Kvůli neshodám s duchovenstvem a Svatým synodem byl nucen 11. dubna 1884 rezignovat. Byl nakloněn Rusku a podle některých informací to byl důvod problémů mezi ním a duchovenstvem.
Po rezignaci žil nějakou dobu v Konstantinopoli a poté odešel na Athos. Zde žil až do roku 1901.
Během dalších následujících voleb patriarchy byl považován za nejpravděpodobnějšího kandidáta a přesto byl 1. října 1884 zvolen patriarchou metropolita derkojský Ioakeim IV.
Během dalších voleb byl 23. ledna 1887 zvolen metropolita adrianopolský Dionýsios V., kterého ruská vláda považovala za extrémního rusofoba. Pravoslavní věřící Konstantinopole požadovali návrat patriarchy Ioakeima III.
Dne 26. května 1901 byl patriarchou znovu zvolen Ioakeim III.
Roku 1909 jej přijal velkovezír Hüseyin Hilmi Paša, který zrušil metropolitům a biskupům přijímat soudní a jiné necírkevní případy, což znamenalo zrušení výnosu sultána Mehmeda II.
Zvláštním zájmem patriarchy bylo zlepšení teologického vzdělání.
Zemřel 26. listopadu 1912 po dlouhém onemocnění ledvin. Pohřben měl být v Konstantinopoli dočasně. Podle své vůle chtěl být pohřben na Athosu.